# Lingua greca
La lingua greca (nome nativo moderno: ελληνική γλώσσα, elliniké glóssa) è un ramo indipendente della famiglia delle lingue indoeuropee, nativa della Grecia e altre parti del Mediterraneo dell'est e del Mar Nero. Ha la più lunga storia documentata – circa 34 secoli – di ogni altra lingua indoeuropea vivente. Al 2022, è parlata da 13,3 milioni di parlanti totali.
Il suo sistema di scrittura è stato l'alfabeto greco per la maggior parte della sua storia; altri sistemi, come la lineare B e il sillabario cipriota, sono stati usati precedentemente. L'alfabeto (di tipo fonetico) nacque da un adattamento della scrittura fenicia, e fu a sua volta la base degli alfabeti etrusco e poi latino, copto, glagolitico, cirillico, runico, gotico (per tramite dell'alfabeto latino) e molti altri sistemi di scrittura, oltre ad aver esercitato influenza su altri, quale l'armeno.
La lingua greca occupa un posto importante nella storia del mondo occidentale e del cristianesimo; il canone della letteratura greca antica include opere nel canone occidentale, come i poemi epici Iliade e Odissea. Il greco è anche la lingua nella quale sono composti molti dei testi fondamentali della scienza, specialmente astronomia, matematica e logica, e della filosofia occidentale, come i dialoghi platonici e le opere di Aristotele. Il Nuovo Testamento della Bibbia cristiana è stato scritto in koinè. In alcune scuole secondarie di secondo grado in Occidente, soprattutto il liceo classico in Italia, il greco antico rappresenta un'importante materia di studi insieme al latino.
Durante l'antichità, il greco era una lingua franca ampiamente diffusa nel mondo mediterraneo, nell'Asia occidentale e in molti altri luoghi. Sarebbe quindi diventata la lingua ufficiale dell'Impero bizantino, sviluppandosi nel greco medievale. Nella sua forma moderna, la lingua greca è la lingua ufficiale in due Paesi, Grecia e Cipro, una minoranza linguistica riconosciuta in altri sette Paesi, ed è una delle 24 lingue ufficiali dell'Unione europea. La lingua è parlata in Grecia, Cipro, Italia, Albania, Turchia e la diaspora greca; gran parte dei parlanti sono madrelingua. Le radici greche sono spesso usate per coniare nuove parole per altre lingue; greco e latino, attraverso un processo detto "confissazione", sono le fonti predominanti del vocabolario scientifico internazionale.

## Storia
Il greco fu parlato nella penisola balcanica a partire circa dal III millennio a.C., se non, possibilmente, anche da prima. La prima testimonianza scritta è una tavoletta in lineare B trovata a Messenia che risale ad un periodo compreso fra il 1450 e il 1350 a.C., rendendo il greco la lingua vivente più antica registrata al mondo. Tra le lingue indoeuropee, la sua data di prima attestazione scritta è eguagliata soltanto dalle lingue anatoliche, oggi estinte.

### Periodi

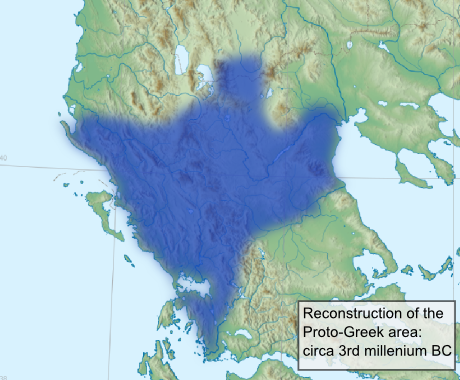
L'area di lingua protogreca secondo il linguista Vladimir I. Georgiev

La storia della lingua greca è convenzionalmente divisa nei seguenti periodi:
- protogreco: l'antenato più antico di tutte le varietà conosciute del greco, non documentato nella scrittura ma ipotizzato attraverso la ricostruzione e il confronto fra i suoi discendenti. L'unità del protogreco sarebbe finita quando i migranti ellenici entrarono nella penisola greca nel periodo Neolitico o nell'Età del bronzo.[16]
- miceneo o acheo: la lingua della civiltà micenea. È registrata nella scrittura lineare B nelle tavolette risalenti dal XV secolo a.C. in poi.
- greco antico: nei suoi vari dialetti, la lingua del periodo arcaico e classico dell'antica civiltà greca. Era ampiamente conosciuto in tutto l'Impero romano. Il greco antico cadde in disuso in Europa occidentale nel Medioevo, ma rimase ufficialmente in uso nel mondo bizantino e fu reintrodotto nel resto d'Europa con la caduta di Costantinopoli e la migrazione greca in Europa occidentale.
- koinè greca: la fusione del dorico con l'attico, il dialetto di Atene, diede inizio al processo che ha portato alla formazione del primo dialetto comune, che divenne lingua franca nel Mar Mediterraneo orientale e nel Vicino Oriente. La koinè greca può essere inizialmente rintracciata all'interno degli eserciti e dei territori conquistati da Alessandro Magno, e dopo la colonizzazione ellenistica del mondo conosciuto, era parlata dall'Egitto ai margini dell'India. Dopo la conquista romana della Grecia, un bilinguismo non ufficiale di greco e latino fu stabilito nella città di Roma, così la koinè greca divenne la prima o la seconda lingua nell'Impero romano. Anche l'origine del cristianesimo può essere rintracciata nella koinè greca, dato che gli apostoli utilizzarono questa forma della lingua per diffondere il cristianesimo. È anche conosciuta come greco ellenistico, greco del Nuovo Testamento e, talvolta, greco biblico, poiché è appunto la lingua originale del Nuovo Testamento e perché l'Antico Testamento fu tradotto nella stessa lingua nella redazione della cosiddetta Septuaginta.
- greco medievale, conosciuto anche come greco bizantino: la continuazione della koinè greca, fino alla scomparsa dell'Impero bizantino nel XV secolo. Il greco medievale è una frase di copertura di un intero continuum di differenti stili di parola e di scrittura, che vanno dalle continuazioni vernacolari della koinè parlata che si stavano già avvicinando al greco moderno in molti aspetti, a forme altamente istruite che imitavano l'attico classico. Gran parte del greco scritto che era usato come lingua ufficiale dell'Impero bizantino era una varietà eclettica di medio livello basata sulla koinè scritta.
- greco moderno:[17] derivante dal greco medievale, l'utilizzo del greco moderno può essere rintracciato nel periodo bizantino, fin dall'XI secolo. È l'attuale lingua ufficiale dello stato greco.

### Diglossia
Nell'era moderna la lingua greca entrò in uno stato di diglossia, ovvero la coesistenza delle forme scritte arcaizzanti e di quelle vernacolari. Ciò che divenne nota come questione della lingua greca fu una polarizzazione fra le due varietà del greco moderno: il demotico, forma vernacolare della lingua greca, e la katharévousa, che significa "purificata", un compromesso fra il demotico e il greco antico, sviluppata all'inizio del XIX secolo e che fu usata per scopi letterari e ufficiali nello Stato greco appena formato. Nel 1976 il demotico fu dichiarato lingua ufficiale della Grecia, avendo incorporato caratteristiche della katharévousa e dando vita al greco moderno standard, che è utilizzato per tutti gli scopi ufficiali e nell'istruzione.

### L'unità storica

La distribuzione delle principali aree dialettali del greco moderno

L'unità storica e l'identità continua tra le varie fasi della lingua greca è spesso sottolineata. Anche se il greco ha subito cambiamenti morfologici e fonologici paragonabili a quelli avvenuti in altre lingue, mai dall'antichità classica la sua tradizione culturale, letteraria e ortografica è stata interrotta nella misura in cui si può parlare di una nuova lingua emergente. Oggi i parlanti greci tendono a considerare le opere letterarie in greco antico come parte della propria lingua piuttosto che come di una lingua straniera. Spesso si afferma anche che i cambiamenti storici siano stati relativamente lievi rispetto ad altre lingue. Secondo una stima, "il greco omerico è probabilmente più vicino al demotico di quanto l'inglese medio del XII secolo sia all'inglese parlato moderno."

## Distribuzione geografica
Il greco è parlato da circa 13 milioni di persone, principalmente in Grecia, così come a Cipro nella parte non turca, ma anche lì dove esiste la diaspora greca moderna.
Vi sono insediamenti e località dove è parlata da una minoranza o per motivi diversi la lingua greca, nei paesi limitrofi di Albania, Bulgaria e Turchia, così come in diversi paesi nell'area del Mar Nero, come Ucraina, Russia, Romania, Georgia, Armenia, e Azerbaigian, e nel mar Mediterraneo, l'Italia meridionale (Grecia salentina e Bovesia), la Siria, Israele, l'Egitto, il Libano, la Libia e antiche città costiere lungo il Levante. La lingua è parlata anche dalle comunità di emigranti greci in molti paesi dell'Europa occidentale, in particolare nel Regno Unito e in Germania, Canada, Stati Uniti, Australia, Argentina, Brasile, Cile, Sudafrica e altri.

### Status ufficiale
Il greco è la lingua ufficiale della Grecia, dove è parlato da quasi tutta la popolazione. È anche la lingua ufficiale di Cipro (nominalmente a fianco del turco). A causa dell'adesione di Grecia e Cipro nell'Unione europea, il greco è una delle 24 lingue ufficiali dell'organizzazione. Il greco è ufficialmente riconosciuto come lingua minoritaria in Armenia, in Romania, in Italia, in Albania, in Ucraina e in Ungheria nel quadro della Carta europea delle lingue regionali o minoritarie. Non è lingua tutelata in Turchia.

## Caratteristiche
La fonologia, la morfologia, la sintassi e il vocabolario della lingua mostrano tendenze sia conservatrici sia innovative attraverso l'intera attestazione della lingua dal periodo antico a quello moderno.

### Fonologia
Nel corso della sua storia, la struttura sillabica del greco è cambiata poco. Ha solo vocali orali e un insieme abbastanza stabile di contrasti consonantici. I principali cambiamenti fonologici sono avvenuti durante il periodo ellenistico e romano (vedi la fonologia della koiné greca per i dettagli):
- sostituzione dell'accento musicale con un accento tonico.
- semplificazione del sistema di vocali e dittonghi: perdita della distinzione della lunghezza delle vocali, monottongazione della maggior parte dei dittonghi e diversi passaggi in uno spostamento a catena delle vocali verso la /i/ (iotacismo).
- sviluppo delle occlusive aspirate sorde /pʰ/, /kʰ/ e /tʰ/ nelle fricative sorde /f/, /x/ e /θ/, rispettivamente.
- sviluppo delle occlusive sonore /b/, /d/, e /ɡ/ nelle loro controparti fricative sonore /β/ (successivamente /v/), /ð/ e /ɣ/.

### Morfologia
In tutte le sue fasi, la morfologia del greco mostra un ampio insieme di affissi di derivazione produttiva, un sistema limitato ma produttivo di parole composte e un ricco sistema flessionale. Sebbene le sue categorie morfologiche siano state abbastanza stabili nel tempo, i cambiamenti morfologici sono presenti ovunque, in particolare nei sistemi verbali e nominali. Il principale cambiamento nella morfologia nominale dalla fase classica è stata la perdita del caso dativo (le sue funzioni sono state largamente assorbite dal genitivo). Il sistema verbale ha perso l'infinito, il futuro formato sinteticamente, il tempo perfetto e l'ottativo. Molte sono state sostituite da forme perifrastiche (analitiche).

### Nomi e aggettivi
I pronomi mostrano distinzioni nella persona (1a, 2ª e 3ª), nel numero (singolare, duale e plurale nell'antica lingua, soltanto singolare e plurale nelle successive fasi) e nel genere (maschile, femminile e neutro) e nella declinazione per casi (da sei casi nelle prime forme attestate a quattro nella lingua moderna). I nomi, gli articoli e gli aggettivi mostrano tutte le distinzioni tranne che per la persona. Sia gli aggettivi attributivi sia quelli predicativi concordano con il nome.

### Verbi
Allo stesso modo, le categorie flessive del verbo greco sono rimaste sostanzialmente le stesse nel corso della storia della lingua, ma con cambiamenti significativi nel numero di distinzioni all'interno di ogni categoria e nella loro espressione morfologica. Il verbo greco ha subito le seguenti modificazioni:
|         | Greco antico                                                         | Greco moderno                                                  |
| ------- | -------------------------------------------------------------------- | -------------------------------------------------------------- |
| Persona | prima, seconda e terza                                               | prima, seconda e terza                                         |
| Numero  | singolare, duale e plurale                                           | singolare e plurale                                            |
| Tempo   | presente, passato e futuro                                           | presente, passato e futuro                                     |
| Aspetto | imperfettivo, puntuale e stativo/resultativo                         | imperfettivo e puntuale/perfettivo                             |
| Modo    | indicativo, congiuntivo, imperativo, ottativo, infinito e participio | indicativo, congiuntivo, condizionale, imperativo e participio |
| Diatesi | attiva, media, e passiva                                             | attiva e mediopassiva                                          |

## Evoluzione della grammatica
La grammatica della lingua greca moderna si è semplificata rispetto al greco antico. La costruzione della frase in greco moderno è in linea di massima simile all'italiano e per analogia all'inglese e al francese, poiché segue lo schema soggetto - verbo - complemento oggetto. La presenza delle declinazioni, tuttavia, consente una certa libertà che viene sfruttata soprattutto per ragioni stilistiche. Allo stesso modo dell'italiano si possono costruire frasi composte da più espressioni concatenate da avverbi. Nei casi in cui il complemento oggetto sia un verbo sostantivato, nel greco moderno si usa il congiuntivo al posto dell'infinito usato in italiano.
I sostantivi si dividono in tre generi, maschile, femminile e neutro; il genere del sostantivo non sempre ne determina il sesso: alcune parole di genere neutro, ad esempio, hanno valore femminile oppure maschile. Un esempio di questa particolarità è τo κορίτσι, che significa "la ragazza", dove il termine ragazza è neutro e si coniuga con articolo neutro 'τo' anche se secondo logica dovrebbe essere femminile. Nel caso di κορίτσι il motivo è spiegabile: in origine era κόρη, femminile, cui è stato aggiunto un suffisso diminutivo (-τσιον, con caduta della terminazione, come in molti altri sostantivi) che, avendo desinenza neutra, crea sostantivi neutri; questo stesso procedimento, e alla stessa parola, si ritrova anche in tedesco e in olandese: il tedesco das Mädchen (ragazza) è neutro, ma deriva dall'antico die Mad, femminile, cui è stato aggiunto il suffisso diminutivo -chen, che è sempre neutro; in olandese, nello stesso identico modo, ma con qualche evoluzione fonetica in più, abbiamo het meisje /'mɛɪʃə/ (ragazza) derivato da un antico de meid, femminile.
Ogni sostantivo si declina a seconda del caso e del numero, che si è ridotto alla sola opposizione singolare/plurale, che si ritrova nell maggioranza delle lingue moderne, perdendo il duale già debole nel greco classico. Per quanto riguarda i casi, ne esistono solamente cinque, di cui uno utilizzato molto raramente. I casi sono indicati dalla desinenza del sostantivo:
- nominativo: si usa per il soggetto;
- genitivo: indica il possesso o l'appartenenza;
- accusativo: indica l'oggetto diretto;
- vocativo: usato per il complemento di vocazione; ha forme proprie solo per il maschile, mentre nel femminile e nel neutro corrisponde al nominativo.

Esiste inoltre qualche residuo del dativo utilizzato soltanto nella lingua colta e in alcune frasi fatte; nella lingua comune è del tutto scomparso ed è sostituito dal genitivo (Μου έδωσε ένα βιβλίο = Mi ha dato un libro) oppure, esattamente come in italiano, da un complemento di moto a luogo figurato (Έδωσε σ'εμένα ένα βιβλίο = Mi ha dato un libro).
I sostantivi acquisiti da lingue straniere normalmente non vengono declinati e il loro caso si desume dal contesto nella frase o meglio dall'articolo che li accompagna. Molti sono i termini stranieri presenti nella lingua neogreca, soprattutto francesi; es. ραντεβού (francese: rendez-vous = appuntamento), ecc.
Gli articoli sono obbligatori come in italiano. Esistono gli articoli determinativi ο, η, το (come, in italiano, il/lo, la) e indeterminativi ένας, μία, ένα (come un/uno, una); nella flessione viene escluso il vocativo che per definizione è sempre determinato e non ha bisogno di articolo determinativo. L'unica preposizione articolata (sing. στο(ν), στη(ν), στο; plur. στους, στις, στα) si forma con la preposizione di moto a luogo o locativa σε unita all'accusativo (la quasi totalità delle preposizioni regge oggi l'accusativo); gli articoli indeterminativi non si possono invece fondere le preposizioni. Es: "Πάμε σε ενα ξενοδοχείο" - Andiamo a un albergo - "Πάμε στο ξενοδοχείο" andiamo all'albergo.
I verbi sono anch'essi semplificati rispetto al greco antico; vi sono due coniugazioni (ossia verbi non contratti e verbi contratti, diversamente dall'antica divisione che opponeva i verbi tematici e quelli atematici) e l'ausiliare è uno, έχω avere, utilizzato nella costruzione di diversi tempi. La coniugazione ha perso l'ottativo e ha sviluppato un condizionale (θα + imperfetto). Similmente alle altre lingue della lega linguistica balcanica, si è perso anche il modo infinito che viene sostituito da costruzioni esplicite (voglio andare > voglio che io vada). Il futuro si costruisce in modo perifrastico, facendo precedere dalla particella θα (contrazione di θέλω να... voglio..., cfr. l'inglese will) il congiuntivo presente o aoristo che permette la differenziazione aspettuale non possibile nella forma antica.

## Classificazione
Il greco costituisce un ramo autonomo della famiglia indoeuropea, ma la sua esatta posizione nell'albero genealogico rimane oggetto di discussione. Essa infatti appartiene alle lingue centum, ma presenta numerose caratteristiche proprie di una lingua satem. Accanto ad accostamenti con lingue illiriche e della Tracia, troppo poco conosciute per poter trarre conclusioni certe, si è ipotizzata una particolare vicinanza tra il greco e la lingua armena.
Tra le lingue indoeuropee è la seconda lingua più antica per attestazione, dopo la lingua ittita, e quella in assoluto documentata per il più ampio arco di tempo.

## Dialetti
Il greco in tutte le sue fasi ha conosciuto ampie diversificazioni dialettali, ed essi vanno considerati in un ambito cronologico preciso. Si distinguono allora due fasi:
- greco antico: in età arcaica e classica la diversificazione dialettale era la norma e gli antichi greci stessi ne avevano piena consapevolezza. I moderni studiosi di dialettologia hanno radunato i dialetti greci antichi in cinque grossi gruppi: i dialetti nord-occidentali, il dorico, l'eolico, l'arcado-cipriota e lo ionico, di cui l'attico costituisce una variante ampiamente autonoma.

Una serie di tratti condivisi legano i dialetti nord occidentali e il dorico, da una parte, lo ionico e l'arcado-cipriota dall'altro; l'eolico invece appare di classificazione più problematica, in posizione mediana tra i due gruppi. Questi dialetti si estinsero rapidamente in età ellenistica, soppiantati dalla koinè senza lasciare discendenti; solo per il moderno dialetto zaconico è accertata un'ascendenza chiaramente dorica.
- greco medievale: è la variante di lingua greca diffusasi nel corso del Medioevo nell'Impero bizantino ed in seguito in altri paesi come oggetto di studio. Fino all'età giustinianea ricevette influenze dal latino, all'epoca lingua ufficiale dell'Impero romano d'Oriente, e, successivamente, anche dagli idiomi slavi e neolatini (e in particolare dal francese e dal veneto, soprattutto in età basso-medievale). Sulle divisioni linguistiche dell'età bizantina siamo meno informati.

In epoca moderna è però possibile distinguere una serie di dialetti:
- la δημοτική dhimotikí, lingua ufficiale attuale dello Stato greco, che presenta a sua volta una serie di differenziazioni locali (si distingue tra varianti settentrionali e meridionali, a loro volta con ulteriori differenziazioni)
  - la καθαρεύουσα è stata una lingua scritta arcaizzante, promossa a partire dal XIX secolo e lingua ufficiale della Grecia fino al 1976, mai parlata da nessuno come madrelingua. Si tratta di una lingua artificiale, ampiamente basata sul greco antico, che rimase confinata agli usi scritti e formali nonostante i vari tentativi di farla diventare lingua quotidiana della popolazione; i suoi creatori e propugnatori, che rifiutavano l'uso della δημοτική, troppo contaminata e popolare, per scopi formali e culturali, si auspicavano un ritorno alla prestigiosa lingua antica, soprattutto in un momento storico che vedeva la Grecia riaffacciarsi autonoma sulla scena politica europea dopo secoli di dominio turco. Nel periodo in cui era in vigore, la dicotomia linguistica cui i greci erano sottoposti ha innescato la questione della lingua greca, che vedeva i sostenitori della lingua "pura" contrapporsi a coloro che invece difendevano la lingua vernacolare, ossia la δημοτική.
- il greco cipriota, affine ai dialetti meridionali della δημοτική.
- lo zaconico: parlato in un'area ristretta della Laconia, questo dialetto è l'unico dialetto moderno a discendere direttamente da un dialetto antico, il dorico.
- il pontico e il cappadocio: originariamente parlati rispettivamente nella zona settentrionale della Turchia e nella Cappadocia, questi dialetti, pur derivando dalla koinè avevano preservato caratteristiche tipicamente ioniche. I parlanti di queste varietà furono costretti a trasferirsi nella Grecia propria con lo scambio di popolazioni avvenuto negli anni 1920 tra Grecia e Turchia.
- il grico parlato nel Salento e il dialetto greco-calabro in Calabria; la posizione di questi due idiomi non è chiara; essi preservano certe caratteristiche degli antichi dialetti italioti, ma la loro derivazione è discussa.

## Alfabeto greco
La prima forma di scrittura nota per il greco è la lineare B, derivata a sua volta dalla lineare A, usata dai minoici, che si ritiene non parlassero una lingua indoeuropea. Si tratta di un sistema di scrittura prevalentemente sillabico, corredato da una certa quantità di ideogrammi, usato esclusivamente per scopi amministrativi, strutturalmente inadatto per la scrittura di una lingua come il greco: in esso infatti non era possibile distinguere le consonanti occlusive in sorde, sonore e sorde aspirate, che venivano rese tutte con uno stesso segno, e non c'era modo di contrassegnare i gruppi consonantici o le consonanti finali. L'uso di questa forma di scrittura fu abbandonato con il crollo della civiltà micenea.
Solo alcuni secoli dopo, nell'VIII secolo a.C., dopo un periodo di alcuni secoli in cui mancano testimonianze scritte, i Greci svilupparono un nuovo sistema di scrittura, adattando alla propria lingua l'alfabeto fenicio con l'introduzione di simboli distinti per le vocali: nasceva così l'alfabeto greco. Di tale alfabeto esistettero in età arcaica numerose varianti, ma a partire dal V secolo a.C. l'alfabeto ionico si impose, divenendo in età ellenistica l'unico alfabeto del mondo greco. Questo alfabeto, seppure con piccole modifiche rispetto agli esempi più antichi, è quello tuttora usato per il greco moderno.

## Influenza sulle altre lingue
La lingua greca classica è alla base di molti termini specialistici delle moderne lingue indoeuropee, soprattutto di quelle romanze e germaniche. Molte parole composte italiane del lessico scientifico e no – in medicina quasi tutti i nomi delle patologie (termine stesso coniato dal greco) – sono state coniate da essa. Vari esempi: geografia, astronomia, democrazia, filosofia, retorica, etica, politica, monarchia, chiesa, geologia, biologia, citoplasma, cromosoma, mitocondrio, linfocita, macrofago, anatomia, fisiologia, tiroide, esofago, stomaco, pancreas, botanica, zoologia, matematica, geometria, fisica, chimica, biologia, atomo, ione, stechiometria, metallo, idrogeno, ossigeno, azoto, grammatica, fonetica, ortografia, lessico, sintassi, antropologia, psicologia, pedagogia, archeologia, paleontologia, architetto, musica, cinema, fotografia, spinterogeno, metafisica, odontoiatria, gastroenterologia, endocrinologia, farmacologia, otorinolaringoiatria, oncologia, ematologia, chirurgia, isterectomia, orchiectomia, esofagoscopia, emorragia, morfologia, governo, nomofilachia, sinallagma, economia, ecologia, metallurgia, siderurgia, elettronica, elettrotecnica, meccanica, aeronautica, elicottero, automa, telefono, tecnologia. Ma nella lingua italiana sono presenti anche moltissime parole non composte di origine greca, diffusesi spontaneamente e non coniate, poiché alcuni idiomi parlati localmente nella penisola italica, come i dialetti campani, derivano dal sovrapporsi del latino sull'osco e sul greco (con influenze esercitate anche dal castigliano, dal francese medioevale e dai dialetti franchi). Alcuni di questi termini a loro volta sono entrati a formar parte del toscano, poi divenuto fonte della lingua italiana. Le stesse parole idioma e dialetto sono di origine greca.

## Greco classico e greco moderno
In Italia, uno dei pochi Stati europei dove è diffuso lo studio delle lingue classiche nell'ambito dell'istruzione secondaria superiore, si tende a chiamare semplicemente "greco" il greco classico e a utilizzare l'aggettivo "moderno" per indicare la lingua oggi ufficiale della Grecia. Non a caso i vocabolari di greco classico si chiamano semplicemente "vocabolari di greco", mentre sulle copertine di quelli di greco moderno viene aggiunto l'aggettivo "moderno".
La pronuncia del greco moderno è caratterizzata dal cosiddetto itacismo, che prende il nome dalla pronuncia del grafema η (che si chiama "ita" e si legge i), mentre la maggior parte dei grecisti ritiene che la pronuncia del greco classico corretta, o quantomeno più vicina a quella originale, sia quella cosiddetta etacistica, in cui appunto il grafema η si chiama "eta" e si legge e (aperta). La pronuncia etacistica è quella utilizzata per lo studio del greco classico ovunque, tranne che nella Grecia stessa, dove la lingua antica viene studiata adoperando la stessa pronuncia di quella moderna, per via della ininterrotta trasmissione testuale che dall'epoca antica arriva fino a oggi per tramite della fase bizantina. Pertanto, è molto difficile risalire alla pronuncia effettivamente in uso in età classica, specie se consideriamo che la lingua greca classica non è altro che un insieme di dialetti (eolico, dorico, ionico e ionico-attico fra i maggiori) unificati da Alessandro Magno con la κοινὴ διάλεκτος (koinè diálektos, idioma comune).

### Storia generale della lingua
- Antoine Meillet, Lineamenti di storia della lingua greca, Torino, Einaudi, 2003, ISBN 978-88-06-16525-3 [(FR)  Aperçu d'une histoire de la langue grecque, 1913].
- Maurizio De Rosa, La lingua greca. Una storia lunga quattromila anni, Atene, ETPbooks, 2019, ISBN 9786185329181.
- (EN)  Geoffrey Horrocks, Greek. A History of the Language and Its Speakers, Londra-New York, Longman, 1997, ISBN 0-582-30709-0.

### Lingua greca moderna
- (EL)  Μανόλης Α. Τριανταφυλλίδις, Νεοελληνική Γραμματική (της δημοτικής), Atene, Αριστοτέλειο Πανεπιστήμιο Θεσσαλονίκης, 1941.
- Manolis Triandafyllidis, Piccola grammatica neogreca, (traduzione italiana di Maria Caracausi), Salonicco, Università Aristotele di Salonicco, 1995.
- AA.VV., Dizionario greco moderno - italiano - greco moderno, Bologna, Zanichelli, 1996.
- (FR)  Henri Tonnet, Histoire du grec moderne, Le Pré-Saint-Gervais, L'Asiathèque, 2018 [1993], ISBN 978-2-36057-014-0.